# Pierre-François-Xavier de Reboul de Lambert
Pierre-François-Xavier de Reboul de Lambert (né à Aix-en-Provence le 9 février 1704 et mort à Saint-Paul-Trois-Châteaux le 13 mars 1791) est un ecclésiastique qui fut le dernier évêque de Saint-Paul-Trois-Châteaux de 1743 à 1791.

## Biographie
Pierre-François-Xavier de Reboul de Lambert est issu d'une famille de robe originaire d'Aix-en-Provence où il nait dans l'hôtel familial, au cœur du quartier Mazarin. Il est le fils d'Honoré de Reboul, seigneur de Lambert et conseiller au Parlement d'Aix et de Catherine du Puget Barbantane. Il se destine à l'Église et devient  vicaire général et official de l'archidiocèse d'Aix-en-Provence. 
Il est nommé évêque et comte de Saint-Paul-Trois-Château en 1743. Confirmé le 16 décembre et consacré en février 1744 par François Renaud de Villeneuve, évêque de Viviers, il gouverne son diocèse avec « beaucoup de piété pendant près d'un demi-siècle » au cours duquel il s'engage en faveur des jésuites en 1761 et participe à l'Assemblée du clergé de 1765.
L'évêché de Saint-Paul-Trois-Châteaux  est supprimé par la Constitution civile du clergé, adoptée par l'Assemblée nationale constituante le 12 juillet 1790 et sanctionnée par le roi le 24 août. L'évêque proteste et demeure à son poste mais il meurt dans son diocèse à l'âge de 87 ans le 13 mars 1791 et il est inhumé dans le tombeau des évêques de sa cathédrale.